# Корчагин, Кирилл Михайлович
Кирилл Михайлович Корча́гин (род. 3 мая 1986, Москва) — российский поэт, литературный критик, переводчик, филолог.

## Биография
Окончил Московский институт радиотехники, электроники и автоматики и аспирантуру Института русского языка РАН. Кандидат филологических наук (2012, диссертация «Цезура в русском стихе XVIII — первой четверти XX вв.», научный руководитель В. А. Плунгян), преподаёт в Московском государственном университете. Ведущий научный сотрудник отдела корпусной лингвистики и лингвистической поэтики Института русского языка РАН, также работал в Институте языкознания РАН, в секторе теоретического языкознания.
Участник ряда проектов по теоретической и прикладной лингвистике, один из создателей поэтического раздела «Национального корпуса русского языка», автор стиховедческих работ.
Редактор отдела «Хроника научной жизни» журнала «Новое литературное обозрение» (2010—2018), отдела поэзии альманаха «Транслит» (2012—2016) и раздела «Хроника поэтического книгоиздания» журнала «Воздух» (2013—2022). Соредактор литературного альманаха «Акцент» (2011). Один из учредителей поэтической премии «Различие». Член комитета премии Андрея Белого (с 2014 г.). Куратор серии литературных вечеров «Они разговаривают» (2009—2010, вместе с М. Скаф и А. Володиной) и «Igitur» (с 2012 г., вместе с Д. Ларионовым).
Стихи и переводы публиковались в журналах «Воздух», «TextOnly», «РЕЦ», «Носорог», «Знамя», альманахах «Новая кожа», «Абзац», «Транслит», альманахе по следам XIV и XV фестивалей верлибра, на сайте «Полутона». Статьи в журналах «Новое литературное обозрение», «Новый мир», «Октябрь», «Синий диван», «Русская проза», на сайтах «OpenSpace.ru» и «Букник». Стихи переводились на английский, французский, словенский, сербский и латышский языки.
Лауреат премии «Московский наблюдатель» (2011) Московского международного биеннале поэтов (за критическое и журналистское освещение современной поэзии), малой премии «Московский счет» (2012) и премии Андрея Белого (2013) в номинации «Литературные проекты и критика». Финалист премий «Дебют» (2009, в номинации «Поэзия») и «ЛитератуРРентген». Первая книга стихов «Пропозиции» выпущена издательством «АРГО-РИСК» в 2011 г. Один из авторов учебника «Поэзия» (М.: ОГИ, 2016). Живёт в Москве.

## Книги
- Пропозиции: Первая книга стихов. — М.: Книжное обозрение (АРГО-РИСК), 2011. — 48 с. — (Серия «Поколение», вып. 33).
- Все вещи мира / Предисловие Г. Рымбу. — М.: Новое литературное обозрение, 2017. — 136 с. — (Новая поэзия).
- Альбиак А. М. Страна / Пер. с франц. и послесл. К. Корчагина. — Ozolnieki: Literature Without Borders, 2020. — 116 с. — (Поэзия без границ)
- В поисках тотальности. Статьи о новейшей русской поэзии. — М., Екатеринбург : Кабинетный ученый, 2020. — 384 с. — ISBN 978-5-7584-0554-3